# Палаццоло, Луиджи Мария
Святой Луи́джи (Алои́зий) Мари́я Палаццо́ло (итал. Luigi Maria Palazzolo, 10 декабря 1827, Бергамо, Ломбардо-Венецианское королевство — 15 июня 1886, Бергамо, Ломбардия) — итальянский католический священник. Основал монашескую конгрегацию «Сёстры обездоленных сирот», которая также была известна как «Институт Палаццоло». Построил сиротский приют в Траоне и помогал бедным и бездомным до самой смерти.
Канонизирован папой Франциском на площади Святого Петра 15 мая 2022 года.

## Биография
Родился в Бергамо 10 декабря 1827 года; младший из восьми сыновей Октавия Палаццоло (ум. 1837) и Терезы Антуан (ум. 1862). Семья не бедствовала — они владели землёй и домами в Бергамо и в Сан-Пеллегрино-Терме. Его отец скончался, когда Палаццоло было 10 лет.
В 1844 году поступил в семинарию, где был дружен с Франческо Спинелли, будущим святым. Рукоположен в священники епископом Бергамо Карло Гритти Морлакки 23 июня 1850 года. Служил в базилике Сан-Алессандро, а затем в церкви Сан-Бернардино, настоятелем которой его назначили в 1855 году. Осенью 1872 года основал в Траоне сиротский приют, который просуществовал до 1928 года. Основал женскую монашескую конгрегацию «Сёстры обездоленных сирот», которая стала известна как «Институт Палаццоло». В его ордене состояла Мария Тереза Габриэли, будущая слуга Божья.
Здоровье Палаццоло начало ухудшаться в 1885 году, когда одышка мешала ему нормально спать. Позже у него на ногах образовались язвы, и он больше не мог служить мессу. В мае того года его навестил епископ Гаетано Камилло Гуиндани и сообщил умирающему Палаццоло об епархиальном одобрении ордена.
Скончался ранним утром 15 июня 1886 года, бормоча имя Иисуса Христа. В 1904 году его останки были перенесены с кладбища Сан-Джорджо в главную обитель «Института Палаццоло».

## Почитание
Папа Иоанн XXIII назвал Палаццоло слугой Божьим (20 ноября 1958 года), досточтимым (7 июля 1962 года) и блаженным (19 марта 1963 года). Папа Франциск одобрил необходимое для канонизации чудо 28 ноября 2019 года. Канонизация была отложена из-за пандемии COVID-19; 9 ноября 2021 года было объявлено, что месса назначена 15 мая 2022 года.
День памяти — 15 июня; отдельно в Бергамо — 22 мая.